# Craseonicteri de nas porcí
El craseonicteri de nas porcí o ratpenat borinot (Craseonycteris thonglongyai) és una espècie amenaçada de ratpenat, l'únic membre de la família dels craseonictèrids. Viu a l'oest de Tailàndia i el sud-est de Myanmar, on habita coves de llims a prop de rius.
El craseonicteri de nas porcí és l'espècie més petita de ratpenat i un dels mamífers més petits del món. Té un pelatge d'un roig marronós, o gris, amb un musell distintiu semblant al d'un porc. Les colònies varien molt en mida, amb una mitjana de cent exemplars per cova. Aquest ratpenat s'alimenta en períodes curts d'activitat als crepuscles, buscant insectes en les zones boscoses.

## Etimologia
El seu nom científic (i, en algunes llengües, el seu nom vulgar) és un homenatge a l'ornitòleg i mastòleg tailandès Kitti Thonglongya, que morí poc temps de descobrir aquest ratpenat. El seu col·lega britànic John Edward Hill s'encarregà de la descripció formal de l'espècie i l'anomenà en honor del científic difunt.

## Descripció física
Els ratpenats borinot s'anomenen així degut a la seva mida, que és semblant a la dels borinots. Els exemplars adults pesen entre 1,7 i 2 grams, i mesuren entre 29 i 33 mil·límetres. Els ulls sovint estan amagats pel pelatge, i les seves boques contenen 28 dents amb les dents incisives especialment llargues i estretes. El pelatge pot ser marronós o gris part superior del cos, mentre que el ventre és més clar, encara que les ales i el patagi són fosques.
Pel que fa als trets distintius hi ha certes característiques que poden servir per identificar-los:
- Cap petit, amb un crani abrupte sense processos postorbitals o crestes supraoccipitals. En ambdós sexes la cresta sagital és visible. L'os zigomàtic és prim però complet.
- No tenen cua.
- Nas porcí, amb narius grans separades per un septe ample.
- Orelles grans (entre 9 i 10,2 mm), amb un trague gairebé la meitat de la mida de l'orella.
- Ales amples que els permeten planar.
- Extremitats acabades en urpes.
- Les femelles tenen mugrons al pit i a l'àrea púbica. Aquests últims es creu que són vestigials i no estan desenvolupats completament.
- Els mascles tenen una glàndula a la base de la gola.

## Hàbitat i comportament
Els craseonicteris de nas porcí prefereixen viure en coves de roca calcària de boscos pluvials tropicals per niar en llocs càlids. Encara que no són sociables, les coves poden ser compartides entre 100 individus. S'alimenten principalment d'aranyes i petits insectes, caçant la presa mentre volen.
Són actius entre l'albada i el vespre, però sobretot durant els moments de foscor. Volen a una distància de màxim 1 km des de la cova, però no defensen el seu territori. S'orienten per ecolocalització a través de sons d'alta intensitat i freqüència constant.

## Reproducció
Encara que hi ha poca informació sobre l'aparellament i la reproducció d'aquests ratpenats, se sap que crien un cop l'any entre finals d'abril i maig, parint un sol nadís. Durant el temps que viuen dins la cova, les cries es troben enganxades a la mare, i quan aquesta surt a la recerca de menjar es queden sols a dins.
L'esperança de vida real es desconeix, encara que es pensa que és de 5 a 10 anys, basant-se en la dels altres ratpenats.

## Estat de conservació
El ratpenat borinot és considerat una espècie vulnerable, amb només 5100 individus registrats. Les poblacions de ratpenats estan disminuint degut a l'activitat humana en coves, alterant d'aquesta manera el seu hàbitat.